# Wetmorella nigropinnata

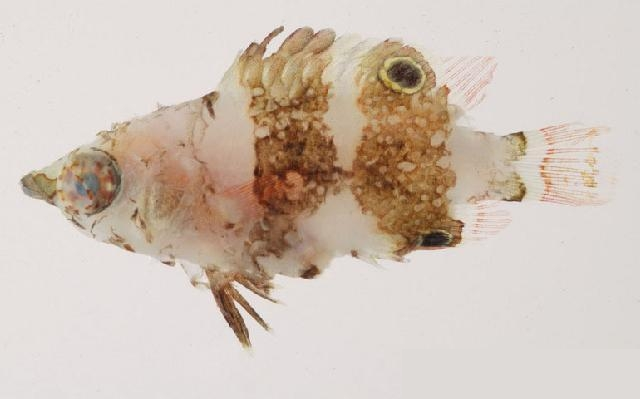
esemplare giovanile

Wetmorella nigropinnata (Seale, 1901) è un pesce di acqua salata appartenente alla famiglia Labridae.

## Habitat e Distribuzione
Questa specie proviene dalle barriere coralline dell'oceano Pacifico, dell'oceano Indiano e del Mar Rosso. Ha un areale molto ampio, infatti è stata localizzata dalle Isole Marchesi, Isole Pitcairn, Isole Ryukyu, Isole Comore, Chagos e lungo le coste della Nuova Caledonia, dell'Eritrea, della Somalia, del Gibuti, del Mozambico e del Kenya. Nuota fino a 30 m di profondità.

## Descrizione
Presenta un corpo molto compresso lateralmente, di piccole dimensioni, con un muso molto allungato e gli occhi grandi. Le pinne pelviche e la pinna caudale hanno un margine arrotondato, la pinna dorsale è lunga e non particolarmente alta, mentre la pinna anale è corta. Non supera gli 8 cm.
La livrea varia durante la vita del pesce: gli esemplari giovani sono bianchi con irregolari fasce marroni, e sulla pinna dorsale e su quella anale presentano degli ocelli neri che appaiono anche negli esemplari adulti. Questi ultimi hanno una colorazione rossastra con due fasce verticali giallastre, una subito dietro gli occhi e una sul peduncolo caudale. Le pinne sono dello stesso colore del corpo, eccetto la pinna caudale che è gialla.

## Biologia

### Comportamento
Nonostante l'areale molto ampio, questa specie viene osservata molto raramente, in quanto è di piccole dimensioni e passa molto tempo nascosta in anfratti rocciosi lungo le scogliere.

### Alimentazione
Ha una dieta prevalentemente carnivora composta principalmente da varie specie di invertebrati marini.

### Riproduzione
È oviparo ed ermafrodita. La fecondazione è esterna.

## Conservazione
Questa specie viene classificata come "a rischio minimo" (LC) dalla lista rossa IUCN perché nonostante sia difficile da trovare è abbastanza diffusa e non viene pescata a causa delle piccole dimensioni; non è comune neanche nell'acquariofilia.